# Cephalotes argentatus
Cephalotes argentatus é uma espécie de inseto do gênero Cephalotes, pertencente à família Formicidae.